# Červený Kostelec
Červený Kostelec är en stad i Tjeckien. Den är belägen i distriktet Okres Náchod och regionen Hradec Králové, i den nordöstra delen av landet, 130 km öster om huvudstaden Prag. Červený Kostelec ligger 419 meter över havet och antalet invånare är 8 441.
Terrängen runt Červený Kostelec är platt österut, men västerut är den kuperad. Runt Červený Kostelec är det ganska tätbefolkat, med 230 invånare per kvadratkilometer. Närmaste större samhälle är Trutnov, 15,8 km nordväst om Červený Kostelec. Trakten runt Červený Kostelec består till största delen av jordbruksmark.